# زنبق بناکوسی
زنبق بناکوسی (نام علمی: Iris benacensis) نام یک گونه از سرده زنبق است.